# تفشي وباء الكوليرا في شارع برود عام 1854

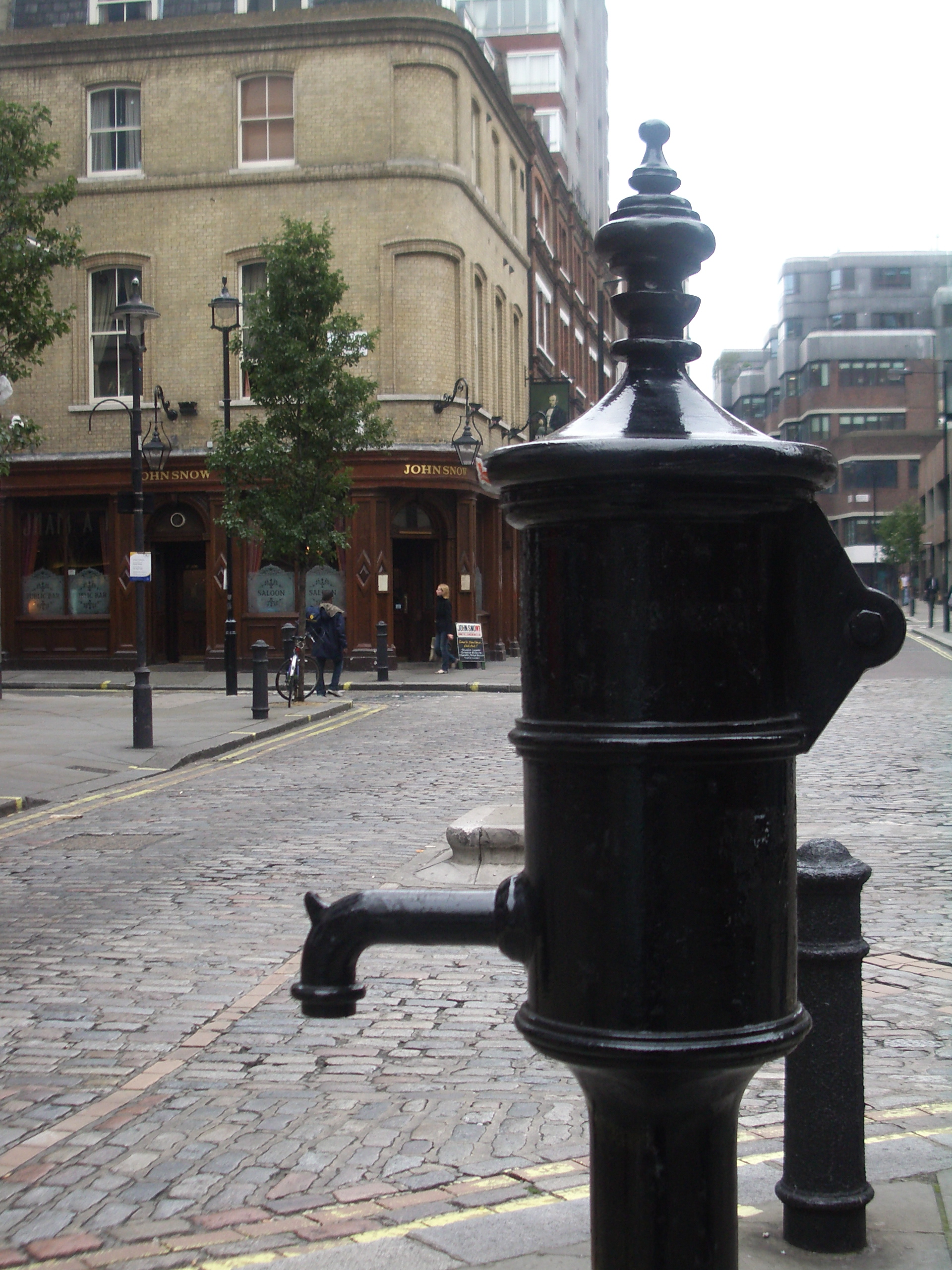
شارع برودويك حيث يُعرض النصب التذكاري للطبيب جون سنو والمنزل العام. أُزيلَت المضخة التذكارية بسبب الإنشاءات الجديدة في مارس 2016. كُتب على اللوحة الملصقة على البيت العام: إن علامة حجر الغرانيت الأحمر هي موقع المضخة التاريخية في الشارع العام المرتبطة باكتشاف الدكتور جون سنو في عام 1854 والتي ينص على انتقال الكوليرا بالماء.

تفشي وباء الكوليرا في شارع برود أو تفشي المربع الذهبي هو تفشي شديد للكوليرا حدث في عام 1854م بالقرب من شارع برود أو برود ستريت «شارع برودويك الآن» في منطقة سوهو في مدينة لندن عاصمة إنجلترا. تُوفّيَ بسبب هذه الجائحة 616 شخصا، واشتهر الطبيب جون سنو «15 مارس 1813 - 16 يونيو 1858» بدراسة أسبابها وله فرضية أن المياه الملوثة، وليس الهواء، كان مصدر الكوليرا، وكان سنو أول من أثبت في القرن التاسع عشر أنه يمكن منع انتقال الكوليرا إلى حد كبير عن طريق توفير مياه الشرب النظيفة للناس. هذا الاكتشاف أدى إلى الاهتمام بالصحة العامة وتحسين مرافق تطهير المياه ابتداء من منتصف القرن التاسع عشر. في وقت لاحق استُخدمَ مصطلح «محور العدوى» لوصف مواقع مثل مضخة شارع برود، حيث تكون الظروف جيدة لنقل العدوى. تسببت محاولة سنو للعثور على سبب انتقال الكوليرا في إنشاء تجربة عمياء دون علمه.

## الخلفية

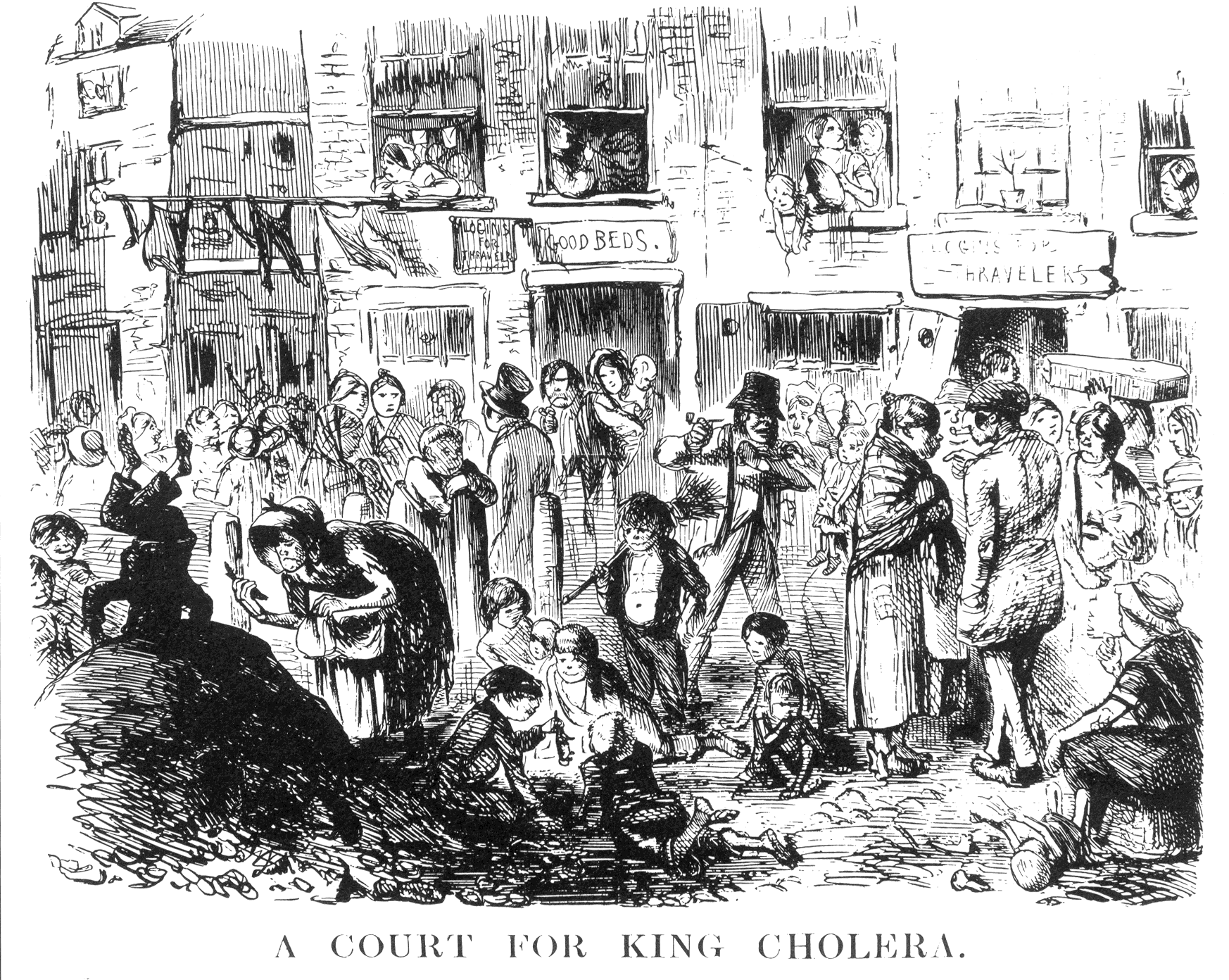
رسم من مجلة بانش (1852).

واجهت مقاطعة سوهو في لندن في منتصف القرن التاسع عشر مشكلةً خطيرةً بسبب التدفق الكبير للناس وعدم وجود خدمات صحية مناسبة، لم يصل نظام الصرف الصحي في لندن إلى سوهو. وكثرت الحظائر والمجازر وساهمت في انتشار فضلات الحيوانات والسوائل المتعفنة والملوثات الأخرى في نظام الصرف الصحي البدائي في سوهو.
وكان للعديد من الأقبية بالوعات تحت ألواحها الأرضية والتي تشكلت من المجاري والقذارة المتسربة إلى الخارج. وحيث أن البالوعات كانت تمتلئ وتطفح، قررت حكومة لندن التخلص من النفايات في نهر التمز، أدّى ذلك تلويث مصادر المياه.
عانت لندن من «سلسلة منهكة لتفشي الكوليرا»، وشملت هذه الفاشيات عام 1832 وعام 1849 حيث قتلت ما مجموعه 14,137 شخصا.

## النظريات المتنافسة حول الكوليرا
سادتْ قبل ظهور وباء الكوليرا في عام 1854، نظريتان متنافستان حول أسباب الكوليرا في جسم الإنسان. ناقش المجتمع الطبي في لندن بين نظرية ميازما ونظرية الجراثيم كسببين محتملين لتفشي الكوليرا المتزايد في المدينة. مسبب الكوليرا البكتيريا سلبية الغرام «ضمات الكوليرا» التي اكتشف علاقتها بمرض الكوليرا العالم الإيطالي المعاصر للدكتور جون سنو، وهو فيليبو باتشيني في عام 1854م حيث عَزَل الجرثومة وتعرّف عليها. وهذه النتيجة لم تنشر حتى عام 1883 عندما نشرها الطبيب الألماني روبرت كوخ.

### نظرية ميازما
استنتج منظرو ميازما أن الكوليرا كانت ناجمة عن جسيمات في الهواء، أو «تلوث»، نشأ من مادة متحللة أو غيرها من المصادر العضوية القذرة. كان يعتقد أن جزيئات الميازما تنتقل عن طريق الهواء وتصيب الأفراد، وبالتالي تسبب الكوليرا. كان الدكتور ويليام فار، المفوض المعني بإجراء الإحصاء في لندن عام 1851 وعضو في مكتب السجل العام، يعتقد أن ميازما نشأت من التربة المحيطة بنهر التايمز. والتي تحتوي على المواد العضوية المتحللة التي تحتوي على جسيمات ميازما انتشرت في هواء لندن. بينما اعتقد منظرو ميازما بصدق نظرية ميازما وأنها السبب في التفشي وليس النظرية الجرثومية. وفي وقت لاحق وافق ويليام فار على نظرية الدكتور سنو الجرثومية بعد صدور تقرير الدكتور سنو.

### نظرية الجرثومة
في المقابل، فإن نظرية الجرثومة افترضت أن السبب الرئيسي للكوليرا هو خلية جرثومية لم تُحدَّد بعد. وقد اقتنع سنو أن هذه الجرثومة غير المعروفة قد تنتقل من شخص إلى آخر عن طريق تناول الماء. أما الطبيب جون سايمون «10 أكتوبر 1816 - 23 يوليو 1904»، أخصائي ومسؤول طبي كبير في لندن فقد وصف النظرية بأنها «غريبة»، وقال إن الكوليرا تنتشر بين الناس عن طريق تناول الطعام أو الشراب الملوّث بالجرثومة، ثمّ تتكاثر داخل جسم المصاب مُسبّبةً المرض «الكوليرا». وعلى الرغم من أن سايمون قد فهم نظرية سنو، إلا أنه شكك في علاقتها بالكوليرا.

## تحقيق جون سنو

### الطبيب جون سنو

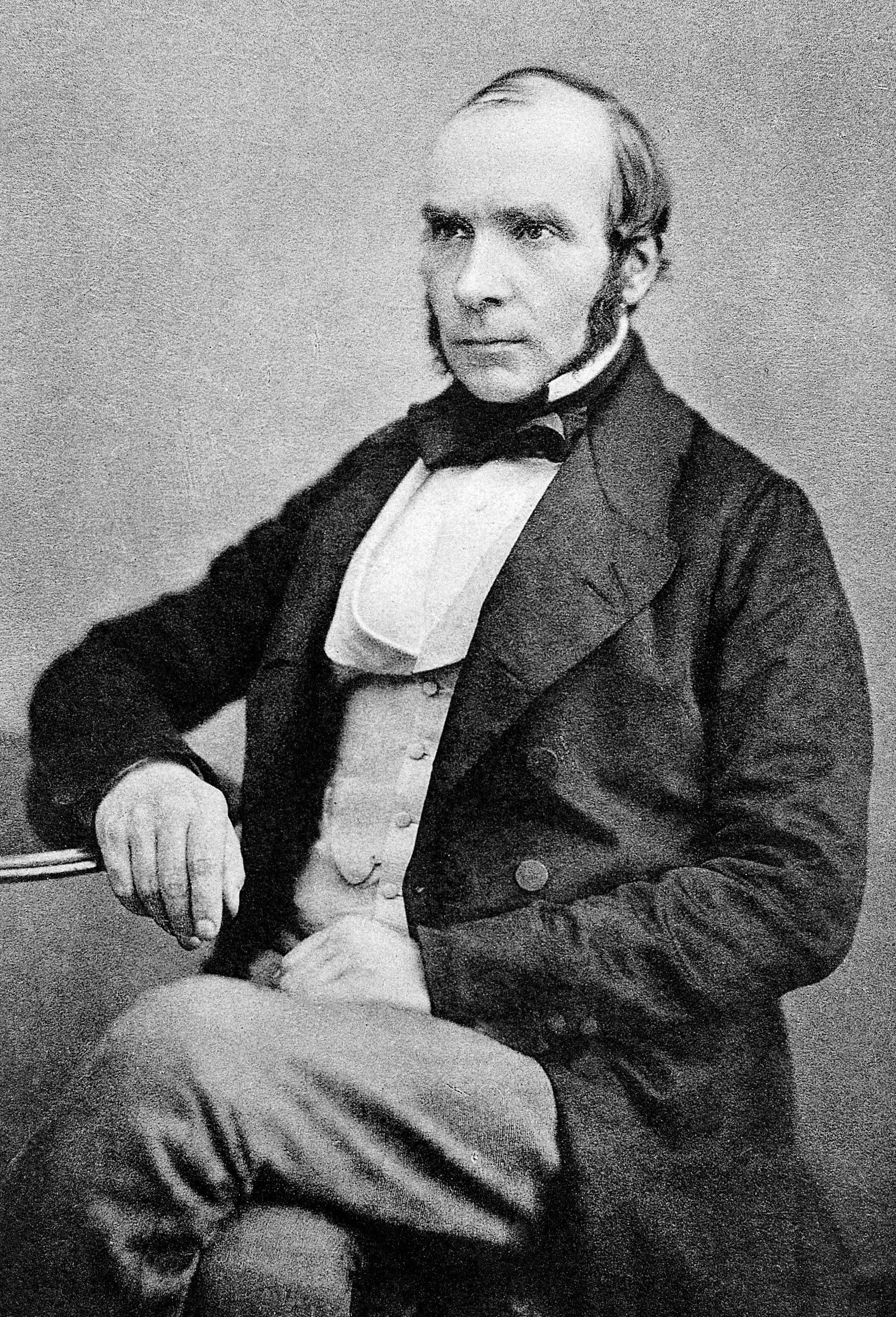
الطبيب جون سنو

جون سنو (15 مارس 1813-16 يونيو 1858) هو طبيب إنجليزي رائد في التخدير وفي اعتماد النظافة الطبية. ويعتبر واحدا من آباء ومؤسّسي علم الأوبئة الحديثة، وجزءا من هذا العلم بسبب عمله في تعقب مصدر تفشي وباء الكوليرا في سوهو، لندن، في عام 1854. أدّت النتائج التي توصل إليها إلى تغييرات جوهرية في أنظمة المياه والنفايات في لندن، وتغييرات مماثلة في مدن أخرى، كما أدّت كذلك إلى تحسن كبير في الصحة العامة في جميع أنحاء العالم.

### التحقيق

الخريطة الأصلية للطبيب جون سنو تظهر مجموعات من حالات الكوليرا «المشار إليها بالمستطيلات المكدسة» في وباء لندن عام 1854. تقع المضخة الملوثة في تقاطع شارع برود وكامبردج ستريت «الآن شارع ليكسينغتون»، ويمر إلى شارع ليتل ويندميل.

كان تفشي شارع برود تأثيرا وليس سببا. لم تكن استنتاجات سنو تعتمد في الغالب على تفشي شارع برود، كما أشار إلى أنه تردد في التوصل إلى استنتاج بناء على السكان الذين فر أغلبهم من المنطقة وتوزعوا في أماكن أخرى. وكان يخشى رمي نتائج الدراسة.
من منظور الرياضيات، كان ابتكار جون سنو يركز على معدلات الوفيات في المناطق التي تخدمها شركتان للمياه كان مصدر مياهها نهر التايمز، بدلاً من الاعتماد على البيانات من ضحايا مضخة شارع برود (التي استمدت المياه من البئر). أدى عمل سنو أيضًا إلى تأثير أكبر على الصحة والسلامة بإزالة مقبض مضخة شارع برود. أثّر تعطيل المضخة على وباء الكوليرا على مستوى المدينة، والذي أودى بحياة ما يقرب من 3000 شخص.
كان وباء الكوليرا 1849-1854 مرتبطًا أيضًا بالمياه التي وفرتها الشركات في لندن في ذلك الوقت. كانت شركات تجهيز المياه الرئيسية شركة ساوث وورك وفوكسهول لأعمال المياه(1) وشركة لامبث. حيث كانت توفّر المياه لعملائها من نهر التايمز، وكانت المياه ملوثة بشدة بمنتوجات مرئية وغير مرئية إضافة إلى البكتيريا. قام الدكتور هاسال بفحص المياه المفلترة ووجد أنها تحتوي على شعر حيواني، ومواد كريهة أخرى. ولوحظ أن شركات أخرى، مثل شركة نيو ريفر وشركة تشيلسي، كانت تجهّز بمياه مفلترة أفضل؛ حدثت وفيات قليلة في الأحياء التي زودتها الشركتان. لم تحصل هاتان الشركتان على مياه من مصادر أنظف من نهر التايمز فحسب، ولكنهما قامتا بتصفية المياه ومعالجتها حتى لم تكن هناك ملوثات واضحة.
كان الدكتور سنو متشككا بنظرية ميازما السائدة والتي اعتبرت أن سبب الأمراض مثل الكوليرا أو الموت الأسود هو التلوث أو «الهواء الفاسد». ونظرية الجرثومة لم تنشأ في هذه المرحلة «لم ينشر لويس باستور نظريته حتى عام 1861». لم يفهم سنو الآلية التي كان المرض ينتقل بواسطتها، ولكن الأدلة دفعته إلى الاعتقاد بأن ذلك لم يكن بسبب استنشاق الهواء. شرع سنو برسم خريطة للمرض وبدأ تسجيل الحالات من منزل لآخر في كل شارع، واستنادا إلى نمط المرض بين السكان، استنتج سنو أن الكوليرا تنتشر بواسطة عوامل في المياه الملوثة. نشر سنو نظريته لأول مرة في عام 1849. في عام 1855 نشر الطبعة الثانية، بما في ذلك تحقيق أكثر تفصيلا لتأثير مصادر المياه في تفشي سوهو عام 1854.

## تفشي شارع برود
انتشر تفشي كبير للكوليرا في سوهو في 31 أغسطس عام 1854 بعد عدة موجات أخرى من التفشي التي حدثت في أماكن أخرى في المدينة. وصف الطبيب جون سنو الذي ربط التفشي بالمياه الملوثة هذا التفشي بأنه «أفظع تفشٍّ للكوليرا وقع في المملكة.» على مدى الأيام الثلاثة التالية، توفي 127 شخصا في شارع برود أو بالقرب منه. وخلال الأسبوع التالي، ثلاثة أرباع السكان فروا من المنطقة. وبحلول العاشر من سبتمبر، توفي 500 شخص وكان معدل الوفيات 12.8 بالمئة في بعض أجزاء المدينة. قبل نهاية التفشي، توفي 616 شخصا. نُقل العديد من الضحايا إلى مستشفى ميدلسكس، حيث أشرفت فلورنس نايتينجيل على علاجهم، وكانت نايتينجيل قد انضمت فترةً وجيزةً إلى المستشفى في أوائل سبتمبر للمساعدة في مكافحة تفشي المرض.
من خلال التحدث إلى السكان المحليين «بمساعدة من القس هنري وايتهيد»، حدد سنو مصدر التفشي بمضخة مياه في شارع برود «الآن برودويك ستريت» في كامبردج. على الرغم من أن الفحوص الكيميائية والمجهرية على عينة من المياه في سوهو لم تثبت بشكل قاطع أن لها خطرا فإن استنتاجاته حول أنماط المرض والموت بين السكان في سوهو أقنعت سلطات سانت جيمس بتعطيل مضخة عن طريق إزالة المقبض. على الرغم من أن هذا الإجراء قد أُبلِغَ عنه شعبيًا على أنه أنهى تفشي الوباء إلا أن الوباء قد شهد تراجعا سريعا، كما أوضح الطبيب سنو:
| ليس هناك شك في أن معدل الوفيات قد تقلص إلى حد كبير، كما قلت من قبل، بسبب هروب السكان، الذي بدأ بعد فترة قصيرة من تفشي المرض؛ لكن الإصابات تضاءلت حتى الآن قبل إيقاف استخدام المياه، ومن المستحيل تحديد ما إذا كانت البئر لا تزال تحتوي على سم الكوليرا وفي حالة نشطة، أو ما إذا كانت المياه قد خلت منها بسببٍ ما. |
| — |

استخدم سنو لاحقًا خريطة نقطية لتوضيح كيفية حدوث حالات الكوليرا حول هذه المضخة. استندت جهود سنو لربط حالات الإصابة بالكوليرا مع المصادر الجغرافية المحتملة إلى إنشاء ما يعرف الآن باسم مخطط فورونوي. رسم خرائط لمواقع مضخات المياه الفردية وخلايا مولدة تمثل جميع النقاط على خريطته الأقرب إلى كل مضخة. القسم الذي يمثل مناطق المدينة في خريطة سنو، بيّن أن أقرب مصدر متاح للمياه وهو مضخة شارع برود قد تضمن أعلى حالات الإصابة بالكوليرا. كما أجرى سنو مقارنة إحصائية بين شركة ساوث وورك وفوكسهول لأعمال المياه، ومحطات المياه في سيثينغ ويلز، التي كانت أفضل الشركات وبالتالي كانت تحتوي على مياه أنظف؛ وأوضح أن المنازل التي تزودهها المحطة الأولى لديها معدل وفيات الكوليرا أكثر بنسبة 14 مرة من تلك التي تزودها الأخيرة.
وفيما يتعلق بانخفاض الحالات المتعلقة بمضخة شارع برود، قال سنو:
| يُلاحظ أن الوفيات إما أن تكون تضاءلت إلى حد كبير، أو أن تكون توقفت تمامًا، في كل نقطة تصبح فيها أقرب إلى الإرسال إلى مضخة أخرى غير تلك الموجودة في شارع برود. قد يلاحظ أيضًا أن عدد الوفيات هو الأكثر قربًا من المضخة حيث يمكن الحصول على الماء بسهولة أكبر. |
| — |

كانت هناك مفارقة كبيرة لم يُصَبْ أي من العمال في مصنع الجعة القريب من شارع برود بالكوليرا. ولأنهم حصلوا على بديل يومي من الجعة، فإنهم لم يستهلكوا الماء من البئر المجاورة. أثناء عملية التخمير، يُغْلى نقيع الشعير (أو البيرة غير المخمرة) جزئيًا حتى يمكن إضافة عشبة الدينار. قتلت هذه الخطوة بكتيريا الكوليرا في الماء الذي اعتادوا على تخميره، مما جعلها آمنة للشرب. وأظهر سنو أن شركة ساوث وورك وفوكسهول لأعمال المياه كانت تأخذ المياه من أقسام ملوثة بمياه الصرف الصحي في نهر التايمز وتوصلها إلى المنازل، مما أدى إلى زيادة حالات الإصابة بالكوليرا بين عملائها. دراسة سنو هي جزء من تاريخ الصحة العامة وجغرافيا الصحة، واعتُبر هذا حدثًا تأسيسيًا للوبائيات.
قال سنو معلقًا:
| عند الانتقال إلى الموقع، اكتشفتُ أن جميع الوفيات تقريبًا حدثت على مسافة قصيرة من مضخة شارع برود. لم يكن هناك سوى عشرة وفيات في منازل تقع بلا ريب بالقرب من مضخة شارع أخرى. في خمس من هذه الحالات، أبلغتني عائلات المتوفين أنهم كانوا يرسلون دائمًا إلى المضخة في شارع برود، حيث فضلوا الماء على المضخات التي كانت أقرب. في ثلاث حالات أخرى، كان المتوفون أطفالًا ذهبوا إلى المدرسة بالقرب من المضخة في شارع برود ... فيما يتعلق بالوفيات التي تحدث في المنطقة التي تنتمي إليها المضخة، كانت هناك 61 حالة أبلغت فيها أن المتوفين اعتادوا على شرب مياه الضخ من شارع برود، إما باستمرار أو في بعض الأحيان ... وكانت نتيجة التحقيق آنذاك أنه لم يكن هناك تفشي أو انتشار خاص للكوليرا في هذا الجزء من لندن باستثناء الأشخاص الذين اعتادوا على شرب مياه بئر المضخة المذكورة أعلاه. كان لي مقابلة مع مجلس أولياء الأمور في سانت جيمس، مساء الخميس 7 سبتمبر، ومثلت لهم الظروف المذكورة أعلاه. ونتيجة لما قلته، أُزيلَ مقبض المضخة في اليوم التالي. |
| — |

اكتُشف لاحقًا أن هذه البئر العامة فيها فتحة (3 أقدام، 0.9م) من حفرة عميقة بدأت بتسريب البكتيريا البرازية. مياه الصرف الناتجة عن غسل الحفاظات، التي يستخدمها أطفال مصابون بالكوليرا من مصدر آخر، تُغسل وتذهب فضلاتُها في هذه الحفرة. اكتُشفت الفتحة تحت منزل قريب أعيد بناؤه بعد نشوب حريق. في ذلك الوقت كانت هناك حفر امتصاص تحت معظم المنازل. حاولت معظم العائلات جمع مياه الصرف الصحي الخام وإلقائها في نهر التايمز لمنع الحفرة من الامتلاء.
وفي الوقت نفسه، جرى تحقيق حول انتقال الكوليرا في دتفورد. توفي حوالي 90 شخصًا في غضون أيام قليلة في تلك المدينة، حيث كان من المعروف أن المياه نظيفة، ولم تكن هناك حالات تفشٍّ سابقة للكوليرا. أُبلِغَ سنو بأن الماء قد أصبح نجسًا مؤخرًا. أُجبر السكان على ترك الماء يجري فترةً من الوقت قبل استخدامه، للتخلُّص من المياه الشبيهة بالصرف الصحي حتى تصبح صافية. وجد سنو أن الماء الذي كان السكان يستخدمونه لا يختلف عن الماء المعتاد في مضختهم، وقرر أن الفاشية يجب أن تكون ناجمة عن تسرّب في الأنابيب سمح للصرف الصحي المحيط وملوثاته بالتسرب إلى إمدادات المياه. كان هذا السيناريو مشابهًا لسيناريو تفشي شارع برود. كانت المياه الواردة ملوثة من جراء زيادة مستويات الصرف الصحي، إلى جانب عدم وجود السباكة المناسبة والآمنة.
بعد أن خمد وباء الكوليرا، استبدل المسؤولون الحكوميون مقبض مضخة شارع برود. لقد استجابوا فقط للتهديد العاجل المفروض على السكان، وبعد ذلك رفضوا نظرية سنو. إن قبول اقتراحه كان يعني القبول غير المباشر بطريقة انتقال المرض عن طريق البراز الذي يلوث المياه، والتي كانت مزعجة للغاية بالنسبة لمعظم الجمهور.

## تقييم سنو في مرحلة ما بعد التفشي
امتد تحليل سنو للكوليرا وتفشي الكوليرا بعد إغلاق مضخة شارع برود. وخلص إلى أن الكوليرا تنتقل عن طريق القناة الهضمية في جسم الإنسان وتؤثر عليه. الكوليرا لم تؤثر في الدورة الدموية أو الجهاز العصبي ولا يوجد «سم في الدم...في الحمى المتتالية يكون الدم مسموما من اليوريا في الدورة الدموية». وفقا لسنو، فإن «اليوريا» تكثر في الدم من خلال الفشل الكلوي. «الفشل الكلوي الحاد هو من مضاعفات مرض الكوليرا.»
ولذلك فإن الحمى ناجمة عن الفشل الكلوي، وليس عن طريق السم الموجود في مجرى الدم. الممارسات الطبية الشعبية، مثل إعطاء الدم «الإدماء»،(2) لن تكون فعالة في هذه الحالة. وقال سنو أيضا إن الكوليرا لم تكن نتيجة الميازما. «لم يكن هناك شيء في الهواء يسبب انتشار الكوليرا». وفقا لسنو، تنتشر الكوليرا بين الأشخاص عن طريق تناول مادة ما، وليس من خلال الغلاف الجوي. واستشهد سنو بحالة اثنين من البحارة أحدهما مصاب بالكوليرا والآخر لم يكن مصابا. أصيب الثاني بالمرض عندما تناول بالخطأ من سوائل الأول.

## مشاركة القس هنري وايتهيد

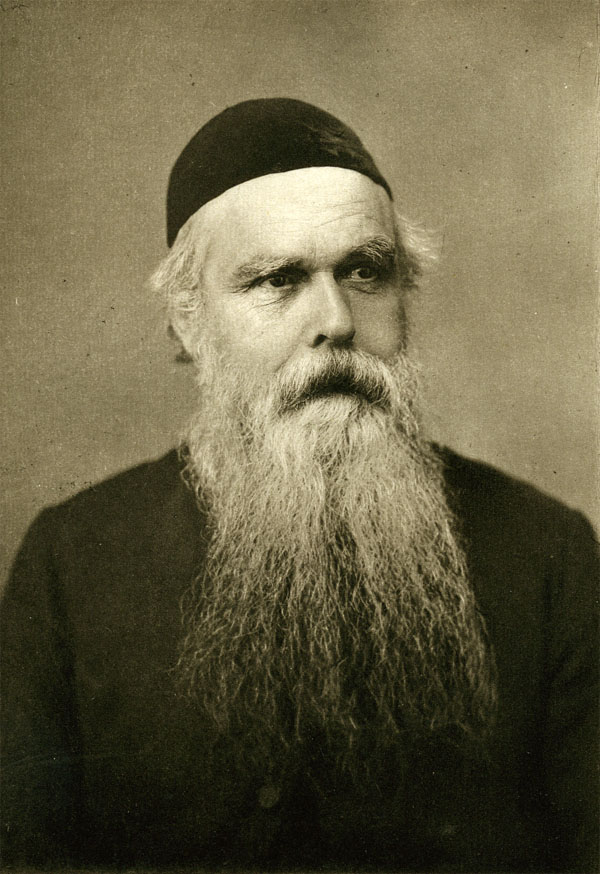
القس هنري وايتهيد

كان القس هنري وايتهيد [الإنجليزية]‏ (22 سبتمبر 1825 – 5 مارس 1896) مساعد الخدمة في كنيسة سانت لوقا في سوهو خلال تفشي الكوليرا عام 1854.
وكان وايتهيد مؤمنا بنظرية ميازما، وعمل على دحض النظريات الخاطئة، حيث تأثر بفكرة الطبيب سنو بأن الكوليرا تنتشر عن طريق استهلاك المياه الملوثة بالنفايات البشرية. أعمال الطبيب سنو، وخاصة خرائطه عن ضحايا الكوليرا في منطقة سوهو أقنعت وايتهيد بأن مضخة شارع برود كانت مصدر الإصابات المحلية. وانضم وايتهيد إلى سنو في تتبُّع التلوث وتوصلا إلى بالوعة معطوبة وأشارا إلى الحالة الدالة «الطفل المصاب بالكوليرا».
نتجَت عن أعمال وايتهيد مع سنو دراسةٌ ديموغرافيةٌ بملاحظاتٍ علمية، وكانت هذه سابقة هامة في علم الأوبئة «الدراسات الوبائية».

## مجلس الصحة
عقد مجلس الصحة في لندن عدة لجان منها اللجنة العلمية للتحريات التي كانت مسؤولة عن التحقيق في تفشي وباء الكوليرا. وكان على اللجنة دراسة بيئة الغلاف الجوي في لندن، وفحص عينات من المياه من عدة شركات للمياه في لندن. ووجدت اللجنة أن معظم المياه الملوثة قد جاءت من شركات المياه في جنوب لندن، ساوثوورك وفوكسهول.
كجزء من اللجنة العلمية للتحريات، قام ريتشارد دونداس تومسون وآرثر هيل هاسال بفحص ما أشار إليه تومسون «بفيبريو». درس تومسون «الفيبريو» أو بكتريا الضمة في عينات من الهواء من مختلف مناطق انتشار الكوليرا كما تحرى هاسال عن بكتريا الضمة في عينات المياه. ولم يجزم أن هذه البكتريا هي سبب الكوليرا.
وكجزء من التحقيق في وباء الكوليرا أرسل مجلس الصحة أطباء لدراسة ظروف حي المربع الذهبي وسكانه. وفي نهاية المطاف عزا مجلس الصحة الوباء إلى نظرية ميازما.

## تقييم الدكتور إدوين لانكستر
كان الدكتور إدوين لانكستر [الإنجليزية]‏ (23 أبريل 1814 – 30 أكتوبر 1874) طبيبا في مجموعة البحوث المحلية التي درست وباء الكوليرا 1854. في عام 1866 كتب لانكستر عن استنتاج الطبيب جون سنو بأن المضخة نفسها هي سبب تفشي الكوليرا. وقال إنه اتفق مع جون سنو في ذلك الوقت؛ ومع ذلك، لم يكن رأيه مدعوما بشكل عام. قام لانكستر في وقت لاحق بإغلاق المضخة كنتيجة لنظرية سنو وبيانات عن نمط العدوى، وانخفضت معدلات الإصابة بشكل كبير، وعُيّن لانكستر كأول مسؤول طبي من الصحة في منطقة سانت جيمس في لندن، وهي نفس المنطقة التي تقع فيها المضخة.

## مضخة شارع برودويك في القرن 21
في عام 1992 نُصبت مضخة مماثلة في نفس موقع المضخة لعام 1854. وفي كل عام تعقد جمعية جون سنو محاضرات «مقبض المضخة» حول مواضيع الصحة العامة. حتى أغسطس 2015 عندما أُزيلَت المضخة بسبب التجديد، كان التقليد مُتَّبعًا بإزالة وإعادة ربط مقبض المضخة للإشادة باكتشاف الدكتور سنو تاريخي. زُيّن الموقع الأصلي التاريخي للمضخة برصيف الغرانيت الأحمر. بالإضافة إلى ذلك، تصف اللوحات الموجودة في حانة جون سنو أهمية النتائج التي توصل إليها سنو في هذا الموقع.

## الهوامش
- 1 ساوث وورك وفوكسهول هي شركة سابقة توفر المياه لأجزاء من جنوب لندن في إنجلترا. تَشكّلت الشركة من اندماج شركة ساوث وورك وشركة فوكسهول في عام 1845 وأصبحت في الملكية العامة وجزءًا من مجلس مياه متروبوليتان في عام 1903.
- 2 توجد عدة طرق لإعطاء الدم كنوع من العلاج منها الفصد والحجامة والحجامة الصينية أو التبرع بالدم.

## وصلات خارجية
- نسخة تفاعلية من خريطة جون سنو